# CONCACAF Women’s Championship 1991
Die 1. CONCACAF Women’s Championship wurde in der Zeit vom 16. bis 28. April 1991 in Port-au-Prince (Haiti) ausgetragen. Sieger wurde die USA durch einen 5:0-Sieg über Kanada. Die Mannschaft der USA blieb während des ganzen Turniers ohne Gegentor, siegte in vier von fünf Spielen zweistellig und qualifizierte sich für die Frauenfußball-Weltmeisterschaft 1991 in der Volksrepublik China.

## Modus
Die acht Endrundenteilnehmer wurden auf zwei Gruppen zu je vier Mannschaften aufgeteilt. Innerhalb der Gruppen spielte jede Mannschaft einmal gegen jede andere Mannschaft. Die Gruppenersten und Gruppenzweiten erreichten das Halbfinale. Die Halbfinalsieger erreichten das Endspiel während die Halbfinalverlierer um Platz drei spielten.

## Teilnehmer
Es gab keine Qualifikationsspiele. Alle acht gemeldeten Mannschaften nahmen direkt am Endrundenturnier in Haiti teil.
- Costa Rica
- Haiti (Ausrichter)
- Jamaika
- Kanada
- Martinique
- Mexiko
- Trinidad und Tobago
- USA

## Vorrunde

### Gruppe A
| Pl. | Land                | Sp. | S | U | N | Tore    | Diff. | Punkte |
| --- | ------------------- | --- | - | - | - | ------- | ----- | ------ |
| 1.  | USA                 | 3   | 3 | 0 | 0 | 034:000 | +34   | 06     |
| 2.  | Trinidad und Tobago | 3   | 1 | 1 | 1 | 004:120 | −8    | 03     |
| 3.  | Mexiko              | 3   | 1 | 0 | 2 | 009:160 | −7    | 02     |
| 4.  | Martinique          | 3   | 0 | 1 | 2 | 002:210 | −19   | 01     |

|                     |   |                     |      |
| 18. April 1991      |   |                     |      |
| USA                 | – | Mexiko              | 12:0 |
| Martinique          | – | Trinidad und Tobago | 01:1 |
| 20. April 1991      |   |                     |      |
| Trinidad und Tobago | – | Mexiko              | 03:1 |
| USA                 | – | Martinique          | 12:0 |
| 22. April 1991      |   |                     |      |
| Martinique          | – | Mexiko              | 01:8 |
| USA                 | – | Trinidad und Tobago | 10:0 |

### Gruppe B
| Pl. | Land       | Sp. | S | U | N | Tore    | Diff. | Punkte |
| --- | ---------- | --- | - | - | - | ------- | ----- | ------ |
| 1.  | Kanada     | 3   | 3 | 0 | 0 | 017:000 | +17   | 06     |
| 2.  | Haiti      | 3   | 2 | 0 | 1 | 005:200 | +3    | 04     |
| 3.  | Costa Rica | 3   | 1 | 0 | 2 | 002:110 | −9    | 02     |
| 4.  | Jamaika    | 3   | 0 | 0 | 3 | 001:120 | −11   | 0      |

|                |   |            |     |
| 16. April 1991 |   |            |     |
| Kanada         | – | Costa Rica | 6:0 |
| 17. April 1991 |   |            |     |
| Jamaika        | – | Haiti      | 0:1 |
| 19. April 1991 |   |            |     |
| Kanada         | – | Jamaika    | 9:0 |
| Haiti          | – | Costa Rica | 4:0 |
| 21. April 1991 |   |            |     |
| Jamaika        | – | Costa Rica | 1:2 |
| Kanada         | – | Haiti      | 2:0 |

## Halbfinale
|                |   |                     |      |
| 24. April 1991 |   |                     |      |
| Kanada         | – | Trinidad und Tobago | 06:0 |
| 25. April 1991 |   |                     |      |
| USA            | – | Haiti               | 10:0 |

## Spiel um Platz drei
|                     |   |       |     |
| 27. April 1991      |   |       |     |
| Trinidad und Tobago | – | Haiti | 3:0 |

## Finale
|                |   |        |     |
| 28. April 1991 |   |        |     |
| USA            | – | Kanada | 5:0 |